# Czurynga
Czurynga (kostka wirująca) – jeden z najstarszych, prymitywnych instrumentów świata z grupy aeorofonów wolnych. Historia tego instrumentu liczy ponad 25 000 lat, można go odnaleźć u prymitywnych ludów całego świata, np. w Europie (u Lapończyków), w Afryce czy Oceanii.
Czuryngi miały różne kształty i wielkości, jednak najczęściej instrument ten przybiera postać umocowanego na sznurku kawałka drewna  (często z naciętą szczeliną) o kształcie zbliżonym do elipsy. Puszczona w ruch obrotowy płytka wiruje, wydając charakterystyczny, huczący dźwięk, utożsamiany często z głosem wiatru. Możliwe jest regulowanie wysokości dźwięku poprzez zmianę szybkości wirowania, bądź zmianę kąta nachylenia ruchu czuryngi. Obecnie czurynga zachowała się jako zabawka dla dzieci.
| Czuryngi Indian Ameryki Północnej | Czuryngi Indian Ameryki Północnej | Czuryngi Indian Ameryki Północnej |
| --------------------------------- | --------------------------------- | --------------------------------- |
|                                   |                                   |                                   |
| Nawahowie                         | Apacze                            | Gros Ventre                       |

Często czuryngi były zdobione, przywiązywano do nich również pióra. Przypisywano im znaczenie magiczne i dlatego wykorzystywane były podczas rytuałów płodności.